# AeroAndina MXP-158 Embera
AeroAndina MXP-158 Embera — колумбийский сверхлёгкий самолёт, который был разработан и произведён компанией AeroAndina из Кали. Самолёт предлагается в виде готового к полёту изделия. MXP-158 Embera в настоящее время больше не производится.

## Проектирование и разработка
Самолёт был разработан в соответствии с правилами Международной федерации аэронавтики для сверхлёгкой авиации и отличается прочной конструкцией, а также способностью работать в тяжёлых условиях. Он имеет высокорасположенное крыло с подпорками, закрытую кабину с двумя креслами в конфигурации «бок о бок», трёхколёсное шасси и один двигатель в тракторной конфигурации.
Самолёт изготовлен из алюминиевых листьев. Его размах крыла поддерживается V-образными подкосами и стойкой-подкосом. Двигателем самолёта был Rotax 912UL (80 л. с.) — четырёхтактный двигатель.

## Лётно-технические характеристики
Данные от Bayerl

### Общие характеристики
- Экипаж: один
- Вместимость: 2 чел.[3]
- Размах крыла: 9.5 м[3]
- Длина самолёта: 6.3 м[3]
- Высота самолёта: 2.4 м[3]
- Площадь крыла: 11,7 м² (126 кв. футов)
- Масса пустого самолёта: 279 кг (615 фунтов)
- Общий вес самолёта: 472,5 кг (1 042 фунта)
- Объём топливного бака: 87 л.
- Двигатель: Rotax 912UL четырёхцилиндровый, с жидкостным и воздушным охлаждением, четырёхтактный, 60 кВт (80 л. с.)
- Пропеллеры: 3-лопастные композитные

### Рабочие характеристики
- Максимальная скорость: 190 км/ч
- Крейсерская скорость: 175 км/ч
- Практическая дальность: 970 км[3]
- Практический потолок: 3 660 м[3]
- Скорость сваливания: 54 км/ч
- Скороподъёмность: 5,2 м/с